# Stanislav Ledinek
Stanislav Ledinek (né le 26 juin 1920 à Lovrenc na Pohorju, mort le 30 mars 1969 à Istanbul) est un acteur allemand.

## Biographie
Stanislav Ledinek arrive en Allemagne après la fin de la Seconde Guerre mondiale. À Detmold, il commence à être acteur. Il se fait remarquer par le cinéma pour son accent étranger et devient un acteur de doublage. Il a de nombreux petits rôles. Il meurt pendant le tournage d'un film à Istanbul où il est inhumé.

## Filmographie
- 1953 : So ein Affentheater
- 1953 : Rote Rosen, rote Lippen, roter Wein
- 1953 : Mit siebzehn beginnt das Leben
- 1954 : Annette de Tharau
- 1954 : Meine Schwester und ich
- 1954 : Geständnis unter vier Augen
- 1954 : Ihre große Prüfung
- 1954 : Der Froschkönig
- 1955 : Ingrid : Die Geschichte eines Fotomodells
- 1955 : Die spanische Fliege
- 1955 : Docteurs et infirmières
- 1955 : Étoile de Rio
- 1955 : Eine Frau genügt nicht
- 1955 : Hotel Adlon
- 1955 : Rendez-moi justice
- 1956 : Das Mädchen Marion
- 1956 : Frucht ohne Liebe
- 1956 : Une fille des Flandres
- 1956 : Beichtgeheimnis
- 1956 : Les Demi-sel
- 1956 : Ein Mann muß nicht immer schön sein
- 1956 : Anastasia, la dernière fille du tsar
- 1956 : L'Espion de la dernière chance
- 1956 : Facteur en jupons
- 1956 : Der Fremdenführer von Lissabon
- 1956 : Stresemann
- 1957 : Weißer Holunder
- 1957 : Der Adler vom Velsatal
- 1957 : Jede Nacht in einem anderen Bett
- 1957 : Viktor und Viktoria
- 1957 : Es wird alles wieder gut
- 1958 : Peter Foss, le voleur de millions (Peter Voss, der Millionendieb) de Wolfgang Becker
- 1958 : Das gab's nur einmal
- 1958 : Mademoiselle Scampolo
- 1958 : Madeleine Tel. 13 62 11
- 1958 : La Fille aux yeux de chat
- 1958 : Der lachende Vagabund
- 1958 : Lilli – ein Mädchen aus der Großstadt (de)
- 1958 : Nick Knattertons Abenteuer (de)
- 1958 : Der Tod auf dem Rummelplatz (TV)
- 1959 : Peter Voss – der Held des Tages
- 1959 : Alle Tage ist kein Sonntag
- 1959 : Das blaue Meer und Du
- 1959 : Patricia
- 1959 : Salem Aleikum
- 1959 : Bobby Dodd greift ein
- 1960 : Wir wollen niemals auseinandergehen
- 1960 : Bataillon 999
- 1960 : Gauner-Serenade
- 1960 : Division Brandenburg
- 1961 : L'Archer vert (en)
- 1961 : Le Menteur
- 1961 : La Mystérieuse Madame Cheney
- 1961 : L'Aventurière bien-aimée (de)
- 1961 : Auf Wiedersehen
- 1961 : Schlagerrevue 1962
- 1961 : Schritte in der Nacht (TV)
- 1962 : Das Mädchen und der Staatsanwalt
- 1962 : Le Secret des valises noires (Das Geheimnis der schwarzen Koffer)
- 1962 : …und ewig knallen die Räuber
- 1962 : Princesse tzigane
- 1963 : L'Opéra de quat'sous (Die Dreigroschenoper) de Wolfgang Staudte
- 1963 : L'Énigme du serpent noir
- 1963 : Le Bourreau de Londres
- 1963 : Piccadilly minuit douze
- 1964 : Das Phantom von Soho (de)
- 1964 : Das Wirtshaus von Dartmoor (de)
- 1964 : Frühstück mit dem Tod
- 1964 : Freddy, Tiere, Sensationen
- 1965 : DM-Killer
- 1965 : Corrida pour un espion
- 1966 : Duel à la vodka
- 1967 : Sibérie, terre de violence
- 1967 : Der Tod läuft hinterher (TV)

## Source de la traduction
- (de) Cet article est partiellement ou en totalité issu de l’article de Wikipédia en allemand intitulé « Stanislav Ledinek » (voir la liste des auteurs).